# 反町駅

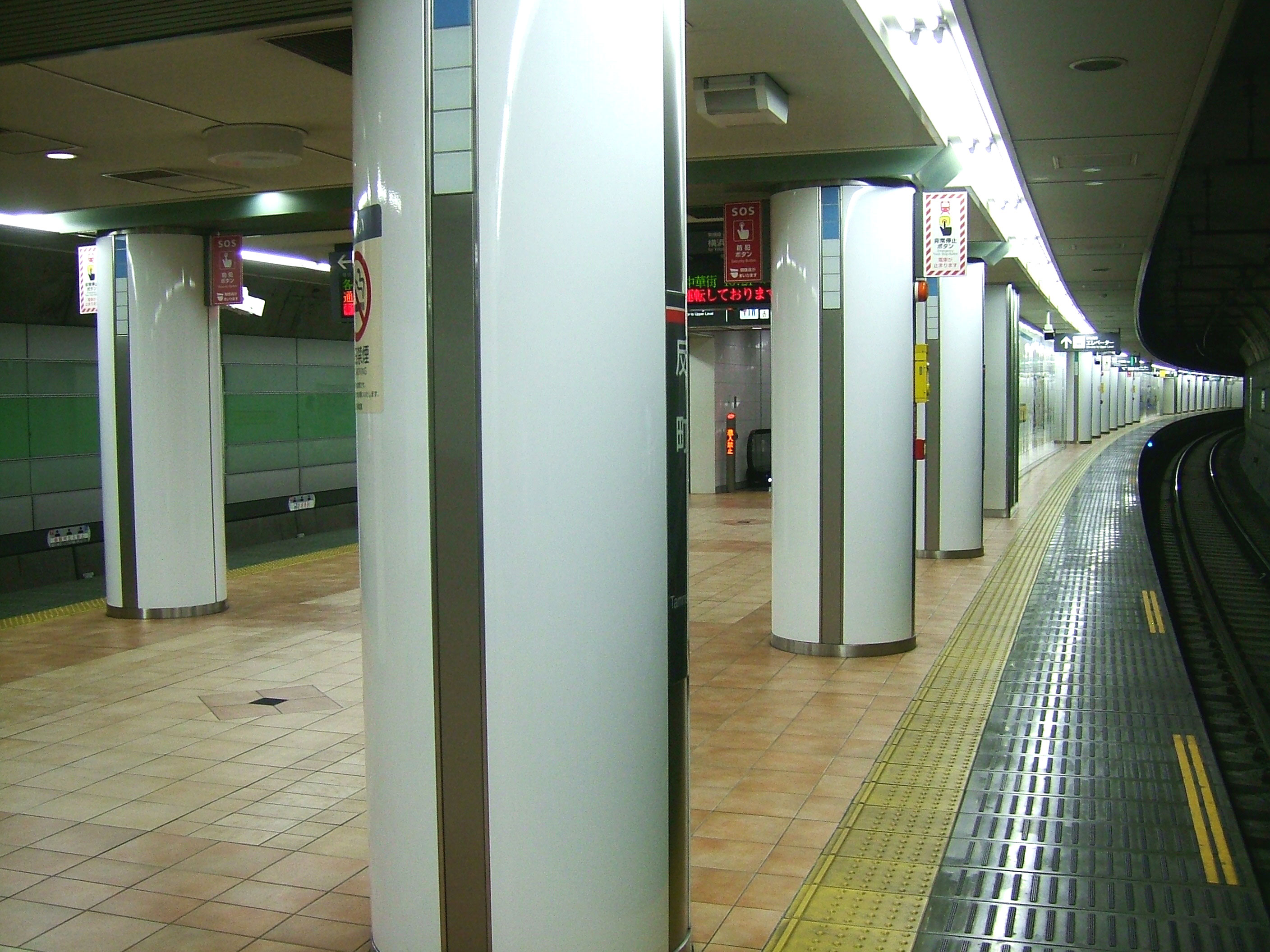
ホーム（2008年8月22日）

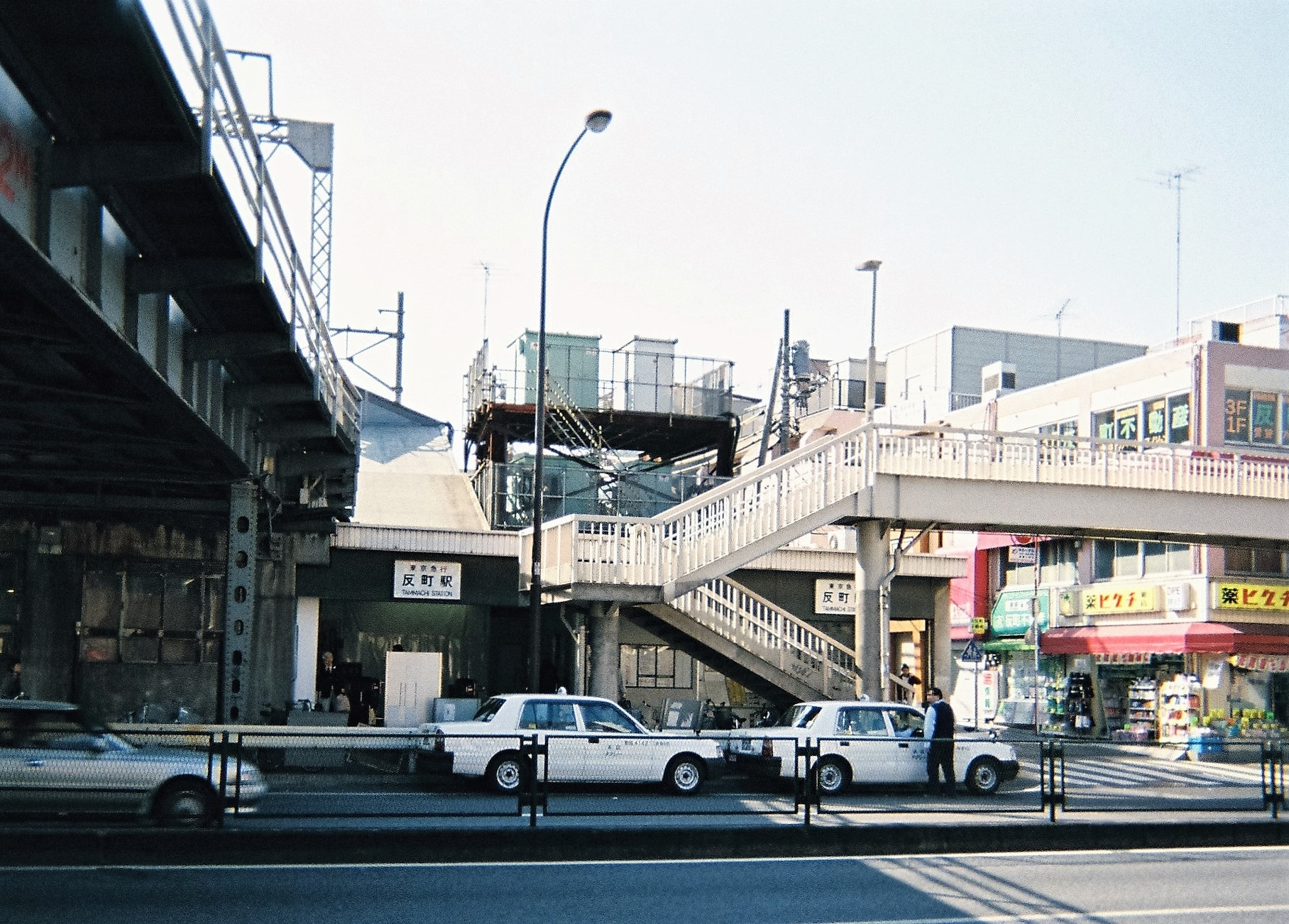
旧駅舎（地下線切替直後、2004年2月22日）

反町駅（たんまちえき）は、神奈川県横浜市神奈川区上反町1丁目にある、東急電鉄東横線の駅である。駅番号はTY20。

## 歴史
- 1926年（大正15年）2月14日 - 開業[1]。
- 1960年（昭和35年） - 駅舎改築[1]。
- 2004年（平成16年）1月31日 - 翌2月1日からの横浜高速鉄道みなとみらい線との相互直通運転開始に関連し、地下化される[1][2]。
- 2006年（平成18年）3月28日 - 新駅舎の使用が開始され、改札口や自動券売機などの位置が一部変更される[3]。
- 2017年（平成29年） - ホームドア供用開始。

### 駅名の由来
開業時、横浜市青木町字反町に所在していたことによる。
「反町」の由来には諸説あり、「段町」から転訛した説もあれば一反二反の「反」から来る説や、元来この地が数年毎に休耕していたため休耕地のことを「ソリ」と呼ぶことから「ソリマチ = 反町」となった説がある。

## 駅構造
島式ホーム1面2線を有する地下駅。改札階は地上1階、プラットホームは地下4階にあり、エレベーター・エスカレーターで連絡する。ホーム部分は新オーストリアトンネル工法（NATM）で建設された。地下化当初より駅施設はホームの10両化を見越した設計となっているが、横浜寄りの2両分は非常用となっており、延長部は柵で封鎖され、ホームドアや壁面の仕上げも省略されている。
2004年の地下化までは相対式ホーム2面2線を有する地上駅だったが、ホームの東白楽寄りは高架となっていた。
地上駅時代にはトイレが構内にはなく入口付近に設置されていたが、2004年12月頃に1階改札内に新設された。ユニバーサルデザインの一環として多機能トイレも設置されている。またトイレ前にはベンチを備えた休憩スペースがある。

### のりば
| 番線 | 路線   | 方向 | 行先                         |
| ---- | ------ | ---- | ---------------------------- |
| 1    | 東横線 | 下り | 横浜・元町・中華街方面       |
| 2    | 東横線 | 上り | 渋谷・池袋・川越市・所沢方面 |

## 利用状況
2024年度の1日平均乗降人員は13,199人である。東横線の駅では最も乗降人員が少ない。
近年の1日平均乗降・乗車人員推移は下表の通りである。
| 年度               | 1日平均 乗降人員 | 1日平均 乗車人員 | 出典                |
| ------------------ | ---------------- | ---------------- | ------------------- |
| 1980年（昭和55年） |                  | 10,723           |                     |
| 1981年（昭和56年） |                  | 11,093           |                     |
| 1982年（昭和57年） |                  | 11,175           |                     |
| 1983年（昭和58年） |                  | 11,036           |                     |
| 1984年（昭和59年） |                  | 10,942           |                     |
| 1985年（昭和60年） |                  | 10,296           |                     |
| 1986年（昭和61年） |                  | 10,452           |                     |
| 1987年（昭和62年） |                  | 10,464           |                     |
| 1988年（昭和63年） |                  | 10,301           |                     |
| 1989年（平成元年） |                  | 10,375           |                     |
| 1990年（平成02年） |                  | 10,658           |                     |
| 1991年（平成03年） |                  | 10,932           |                     |
| 1992年（平成04年） |                  | 10,813           |                     |
| 1993年（平成05年） |                  | 10,634           |                     |
| 1994年（平成06年） |                  | 10,620           |                     |
| 1995年（平成07年） |                  | 10,450           | [ 神奈川県統計 1 ]  |
| 1996年（平成08年） |                  | 10,136           |                     |
| 1997年（平成09年） |                  | 9,967            |                     |
| 1998年（平成10年） |                  | 9,561            | [ 神奈川県統計 2 ]  |
| 1999年（平成11年） |                  | 9,303            | [ 神奈川県統計 3 ]  |
| 2000年（平成12年） |                  | 9,139            | [ 神奈川県統計 3 ]  |
| 2001年（平成13年） |                  | 8,982            | [ 神奈川県統計 4 ]  |
| 2002年（平成14年） | 18,384           | 9,045            | [ 神奈川県統計 5 ]  |
| 2003年（平成15年） | 17,658           | 8,772            | [ 神奈川県統計 6 ]  |
| 2004年（平成16年） | 15,173           | 7,793            | [ 神奈川県統計 7 ]  |
| 2005年（平成17年） | 14,115           | 7,171            | [ 神奈川県統計 8 ]  |
| 2006年（平成18年） | 13,654           | 6,937            | [ 神奈川県統計 9 ]  |
| 2007年（平成19年） | 13,783           | 6,977            | [ 神奈川県統計 10 ] |
| 2008年（平成20年） | 13,538           | 6,893            | [ 神奈川県統計 11 ] |
| 2009年（平成21年） | 13,211           | 6,698            | [ 神奈川県統計 12 ] |
| 2010年（平成22年） | 13,206           | 6,678            | [ 神奈川県統計 13 ] |
| 2011年（平成23年） | 12,874           | 6,505            | [ 神奈川県統計 14 ] |
| 2012年（平成24年） | 12,818           | 6,462            | [ 神奈川県統計 15 ] |
| 2013年（平成25年） | 12,891           | 6,456            | [ 神奈川県統計 16 ] |
| 2014年（平成26年） | 12,364           | 6,193            | [ 神奈川県統計 17 ] |
| 2015年（平成27年） | 12,620           | 6,327            | [ 神奈川県統計 18 ] |
| 2016年（平成28年） | 13,010           | 6,520            | [ 神奈川県統計 19 ] |
| 2017年（平成29年） | 13,283           | 6,655            | [ 神奈川県統計 20 ] |
| 2018年（平成30年） | 13,634           | 6,852            | [ 神奈川県統計 21 ] |
| 2019年（令和元年） | 13,562           | 6,800            |                     |
| 2020年（令和02年） | 10,670           | 5,367            |                     |
| 2021年（令和03年） | 11,971           | 6,033            |                     |
| 2022年（令和04年） | 12,909           | 6,515            |                     |
| 2023年（令和05年） | 13,050           |                  |                     |
| 2024年（令和06年） | 13,199           |                  |                     |

## 駅周辺
- 国道1号（横浜新道）
- 京急本線 神奈川駅（徒歩5分）
- JR京浜東北線・横浜線 東神奈川駅（徒歩15分）
- 京急本線 京急東神奈川駅（徒歩15分）
- 横浜市営地下鉄ブルーライン（3号線） 三ツ沢下町駅（徒歩10分）
- 横浜市神奈川区役所
  - 横浜市神奈川消防署
- 横浜反町郵便局
- 反町公園
- 横浜銀行アイスアリーナ（神奈川スケートリンク）
- 神奈川県古書会館
- 本覚寺
- 横浜信用金庫 反町支店
- 横浜市立青木小学校
- 横浜市立栗田谷中学校
- 学校法人大原学園横浜校
  - 大原簿記情報ビジネス専門学校横浜校
  - 大原医療秘書福祉保育専門学校横浜校
  - 大原法律公務員専門学校横浜校
- 東横フラワー緑道
- 日本福音ルーテル横浜教会

## バス路線
最寄りのバス停留所は、国道1号上にある東横反町駅前停留所であり、横浜市営バスによって運行されている 。
| 乗場 | 系統 | 主要経由地                             | 行先         |
| ---- | ---- | -------------------------------------- | ------------ |
| 1    | 35   | 青木橋                                 | 横浜駅西口   |
| 1    | 88   | 東神奈川駅西口・六角橋                 | 神大寺入口   |
| 2    | 50   | 栗田谷                                 | 神大寺入口   |
| 2    | 50   | 栗田谷・神大寺入口・三ッ沢総合グランド | 横浜駅西口   |
| 2    | 88   | 三ッ沢公園自由広場                     | 横浜市民病院 |

- 駅付近を神奈中1系統と市営バス201系統が走っているが、東横反町駅前は通らず、国道1号を西に300mほど歩いた松本停留所を利用することになる。
- バス停が東横反町駅というのは、かつて市電の電停「反町」（現在反町バス停）および京浜電鉄（現京急）の反町駅が存在したことに由来する。
- なお、反町停留所が別に存在するが、こちらは駅の南東側の少し離れた位置にある[8] 。

## その他
- ホーム上の待合室にはチューリップの絵が描かれている。
- 地下化後も、駅舎北側の国道1号を跨いでいた地上時代の旧架道橋が残存した。この架道橋は2009年に横浜市が旧橋脚および橋桁を補強した上に歩行者用の橋桁を乗せ、「東横フラワー緑道反町橋」として整備された。
- かつては急行停車駅であった。

## 隣の駅
東急電鉄
 東横線
■特急・□通勤特急・■急行
通過
■各駅停車
東白楽駅 (TY19) - 反町駅 (TY20) - 横浜駅 (TY21)